# حسنیه
حسنیه (به عربی: الحسنیة) یک شهرداری در الجزایر است که در استان عین الدفلی واقع شده‌است.